# Strada europea E20
La strada europea E20  è una strada di classe A e, come si evince dal numero pari, è una dorsale ovest-est.
In particolare, la E20 collega Shannon, in Irlanda, a San Pietroburgo, in Russia, con un percorso lungo 3164 km, attraverso Regno Unito, Danimarca, Svezia, ed Estonia e con l'utilizzo, in vari punti, di servizi di traghetto.

## Irlanda
La sezione iniziale della E20, localizzata in territorio irlandese, corre dall'aeroporto di Shannon a Dublino attraversando Limerick, per circa 228 km solo parzialmente segnalati (la strada è segnalata N19, N18 e infine M7 o N7, a seconda che sia o meno autostrada).
Fino a Limerick, la strada ha caratteristiche non autostradali. Nei pressi della città, essa confluisce nella tangenziale sud e si instrada nel passante della città, aperto il 16 luglio 2010. Lasciata la città, il tracciato torna a singola carreggiata fino a Portlaoise (sebbene questo tratto sia destinato alla trasformazione in autostrada entro la fine del 2010), da cui inizia la autostrada M7. Il tratto autostradale continua fino a Naas, nei pressi di Dublino, ove la strada prosegue come superstrada a due carreggiate fino al centro della città. Da Dublino a Liverpool è previsto l'utilizzo di un traghetto.

## Regno Unito
In territorio britannico, dove non è segnalata, la E20 esce dal comune di Liverpool lungo la A5080. Ad Huyton, la strada assume caratteristiche autostradali e viene classificata come motorway M62. La M62 passa a nord di Manchester, attraversa i Pennini e raggiunge la costa orientale presso l'estuario dell'Humber, in località South Cave. La strada prosegue fino al centro di Kingston upon Hull attraverso la A63.
Secondo il tracciato originale, da Kingston upon Hull ad Esbjerg sarebbe previsto un trasbordo in traghetto. Tra le due località, in ogni caso, non esiste alcun servizio del genere. I collegamenti marittimi da Kingston upon Hull sono diretti verso Belgio e Olanda. L'unico servizio dal Regno Unito ad Esbjerg ha origine dal porto di Harwich, nei pressi di Ipswich, in Essex.

## Danimarca
In Danimarca la strada presenta caratteristiche autostradali per tutto il tragitto di 315 km da Esbjerg al ponte di Øresund, posto al confine con la Svezia. L'opera, completata nel 2000, è costituita da un tunnel 4 km sul tratto danese e da un ponte di 8 km. La strada passa anche attraverso lo Storebæltsbroen, un ponte composto da due tronchi da 6+6 km attraverso il Grande Belt.
Il tratto tra Odense e Copenaghen è solitamente molto trafficato, con punte di congestionamento soprattutto tra la capitale e Køge. Questo tratto di strada presenta tre numerazioni europee: oltre a E20, anche E47 ed E55).

### Uscite
Di seguito sono riportate le uscite della E20 in territorio danese, in direzione est-ovest.
- 15 Lufthavn Ø
- 16 Lufthavn
- 17 Lufthavn V
- 18 Tårnby - sekundærrute 221
- 19 Ørestad
- 20 København C
- 21 Avedøre Holme
- 22 Gl. Køge Landevej - sekundærrute 151
- - strada europea E47, strada europea E55, Elsinore
- 25 Brøndbyvester
- 26 Ishøj Strand - sekundærrute 243
- - primærrute O4 Lyngby, Roskilde, Copenaghen
- 27 Greve N
- 28 Greve C
- 29 Greve S - sekundærrute 217
- |  Karlsunde
- 30 Solrød N
- 31 Solrød S- primærrute 6
- 32 Køge
- - strada europea E47, strada europea E55, Rødby, Gedser
- | Salby
- 33 Vemmedrup
- | Bjæverskov
- 34 Borup
- | Kongsted/Bøgede
- | Kværkeby

- 35 Ringsted Ø- primærrute 14
- 36 Ringsted N - sekundærrute 215
- |  Tuelsø
- 37 Sorø- primærrute 57
- 38 Slagelse Ø - sekundærrute 150
- | Antvorskov
- 39 Slagelse S- primærrute 22
- 40 Vemmelev - sekundærrute 150
- 41 Tjæreby - sekundærrute 277
- 42 Korsør - sekundærrute 265
- 43 Halskov
- 44 Knudshoved
- 45 Nyborg Ø - sekundærrute 153
- 46 Nyborg V - sekundærrute 165, primærrute 8
- | Rønninge
- 47 Langeskov
- 48 Tietgenbyen
- - primærrute 9 Svendborg - Odense
- 50 Hjallese - sekundærrute 167
- 51 Odense S
- 52 Odense SV - sekundærrute 168
- 53 Odense V - sekundærrute 161
- |  Kildebjerg
- 54 Vissenbjerg - sekundærrute 335
- 55 Aarup - sekundærrute 329
- | Ålsbo
- 56 Ejby

- 57 Nørre Åby - sekundærrute 313
- | Lillebælt
- 58 Middelfart
- 59 Fredericia S - primærrute 28
- 60 Fredericia V - sekundærrute 171
- strada europea E45, Horsens, Århus, Aalborg
- 61 Taulov
- strada europea E45, Kolding, Aabenraa, Flensburgo
- 62 Kolding Ø - sekundærrute 176, sekundærrute 170
- 63 Bramdrupdam
- strada europea E45, Aabenraa, Flensburgo
- 64 Kolding V
- | Harte
- 65 Lunderskov Ø - primærrute 32, sekundærrute 191
- 66 Lunderskov - sekundærrute 469
- 67 Vejen Ø
- 68 Vejen - sekundærrute 403
- 69 Brørup - sekundærrute 417
- 70 Holsted - sekundærrute 425
- | Bjøvlund
- 71 Gørding
- 72 Bramming
- 73 Korskro - primærrute 11, primærrute 30
- 74 Skads
- 75 Esbjerg N
- 76 Esbjerg Ø

## Svezia
Il tratto svedese della E20 è lungo circa 770 km ed è condiviso per circa 280 km con la E6, per 50 con la E18 e per 35 km con la E4.
La E20 ha caratteristiche autostradali dal ponte di Øresund, che si conclude nel comune di Malmö, fino a Nääs 30 km a est di Göteborg, per un totale di circa 320 km di autostrada. La strada riprende ad avere caratteristiche autostradali da Vretstorp (20 km a ovest di Örebro) fino a Stoccolma.
Il tratto di E20 che attraversa Stoccolma è estremamente trafficato e comprende la Essingeleden, considerata la strada più trafficata di Svezia (circa 160000 veicoli al giorno). Per risolvere in parte il problema dell'attraversamento della città (ma non il congestionamento della Essingeleden), è in previsione la costruzione di un tunnel, chiamato Norra länken, che passerà sotto i quartieri settentrionali della città e sarà parte della E20.
Il tragitto tra Stoccolma e Tallinn può essere coperto da un traghetto con frequenza giornaliera e tempo di percorrenza pari a 15 ore. Il porto è localizzato a circa 5 km a nordest del centro della città.

## Estonia e Russia
La distanza tra Tallinn e San Pietroburgo è di 360 km, costituiti principalmente da strada ordinaria, eccezion fatta per i primi 70 km nei dintorni di Tallinn. Questo tratto presenta un elevato congestionamento dovuto essenzialmente allo scarso equipaggiamento della dogana russa di Ivangorod, non in grado di gestire l'elevato volume di traffico presente sul tracciato (specialmente per quanto riguarda i veicoli pesanti, spesso lasciati per giorni in attesa del controllo). In Russia, la strada coincide con la M11.

## Galleria d'immagini

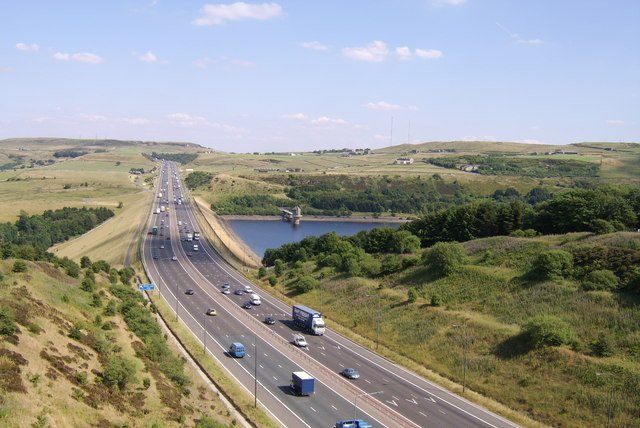
La M62 presso la Scammonden Reservoir nel West Yorkshire
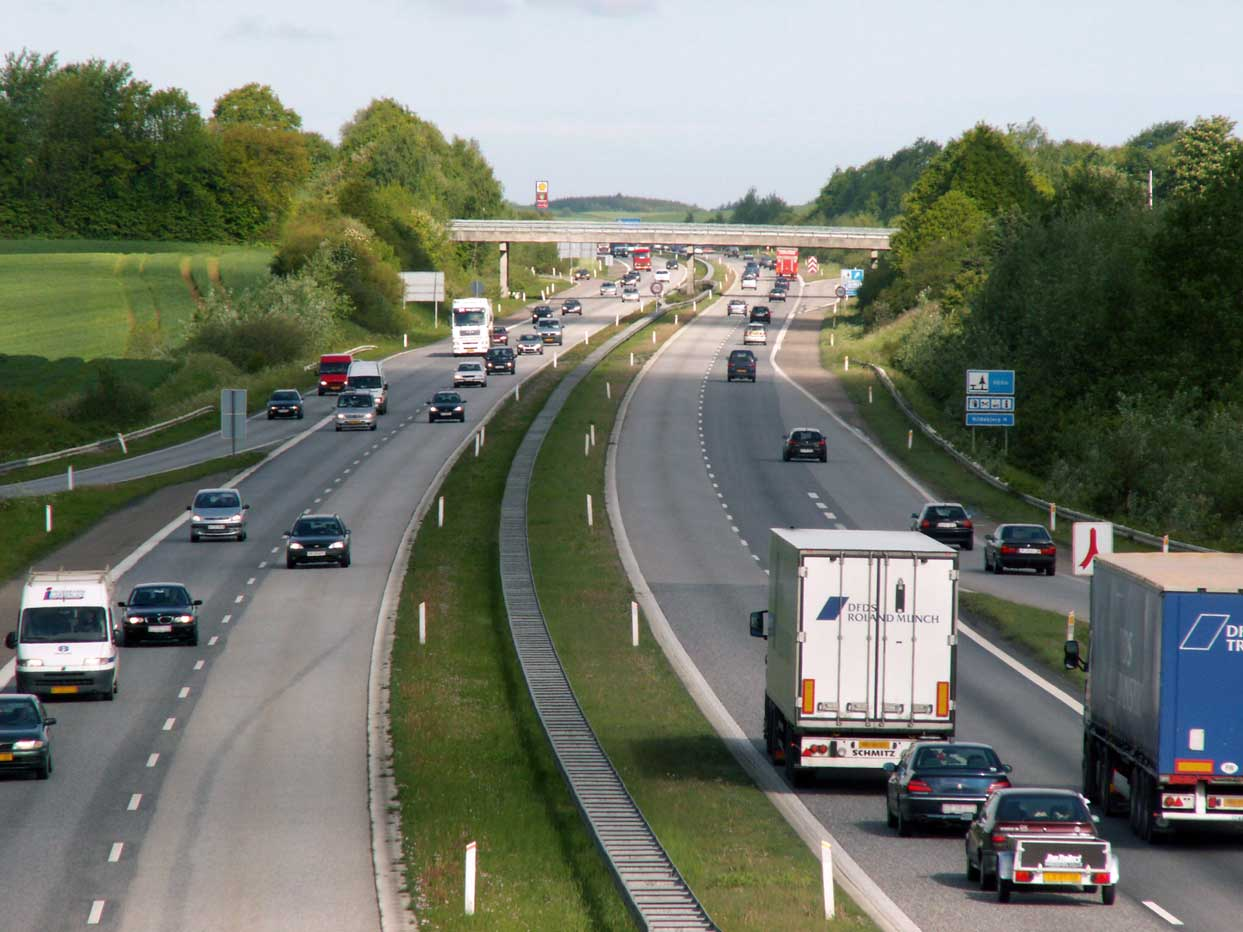
La E20 presso Odense, in Danimarca
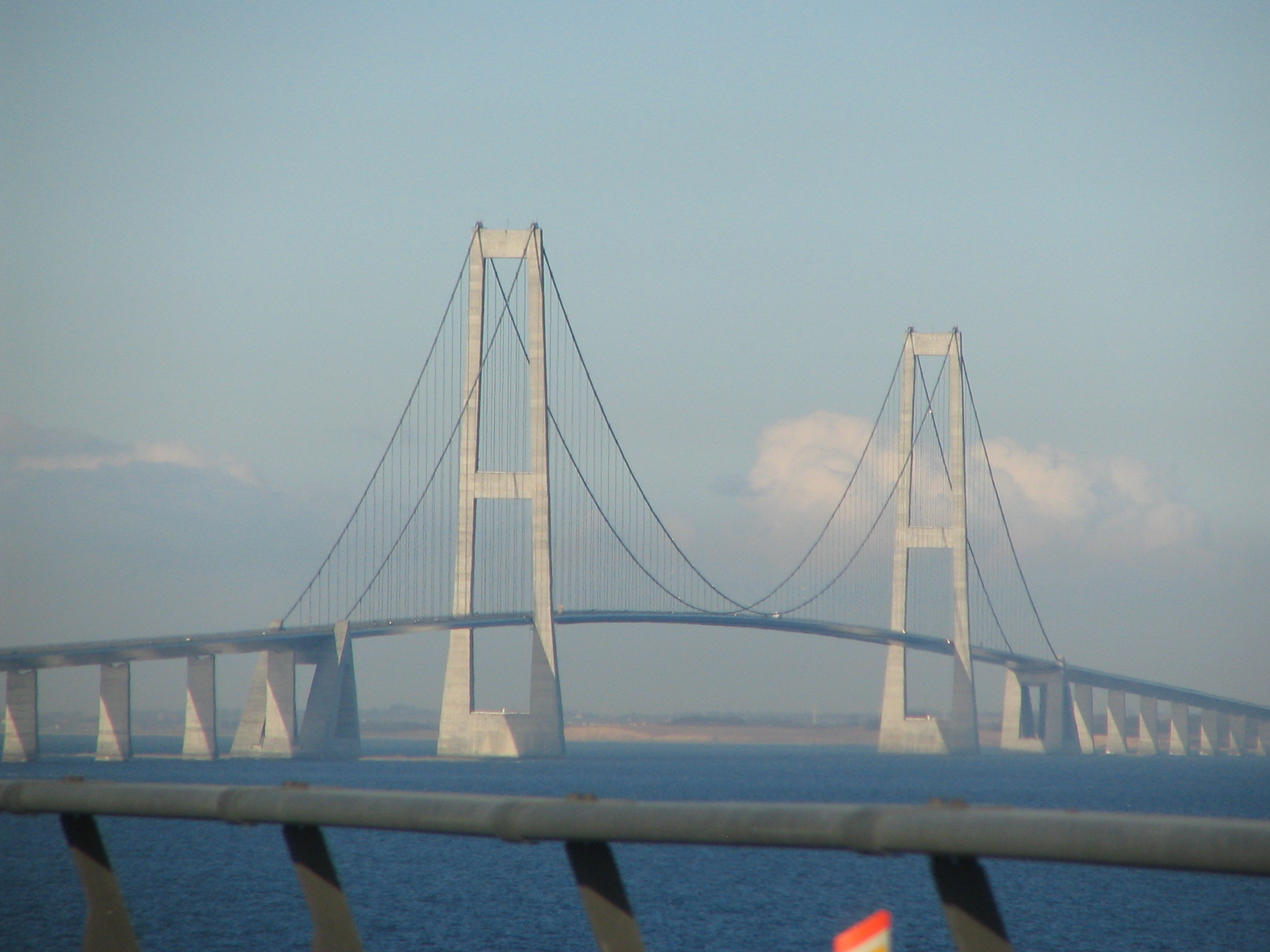
Il Storebæltsbroen
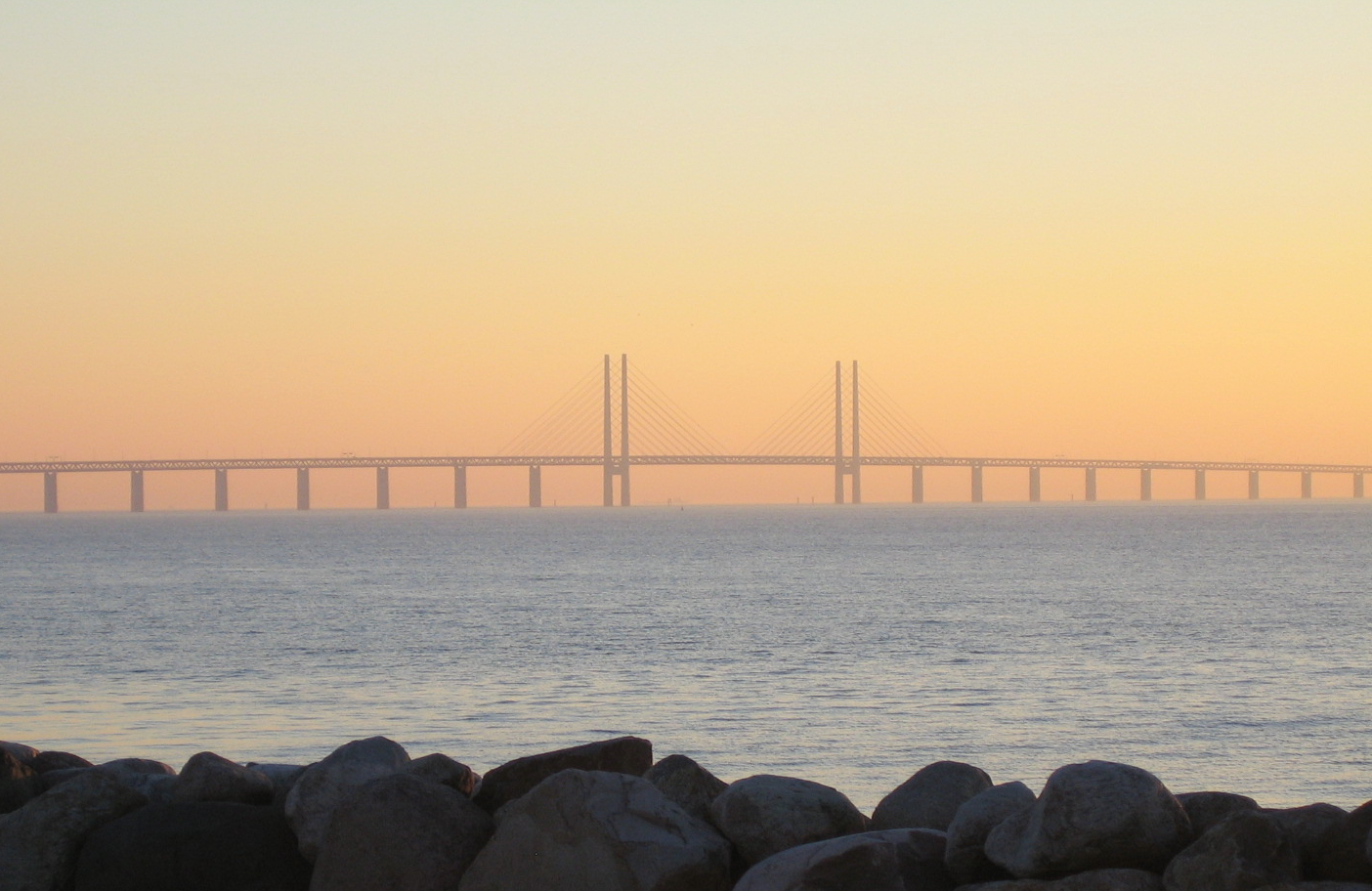
Il ponte di Øresund, tra Danimarca e Svezia
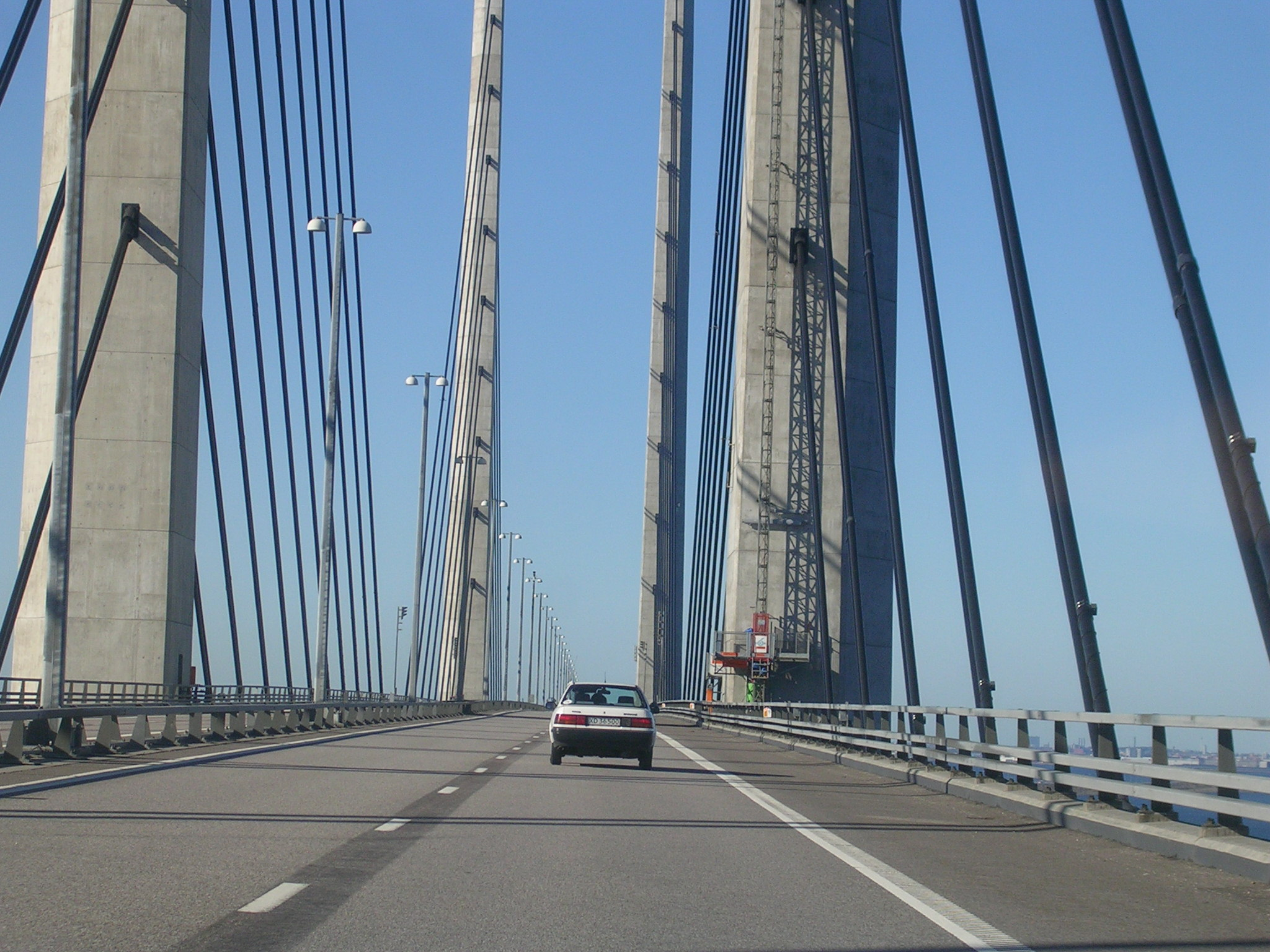
Sul ponte di Øresund
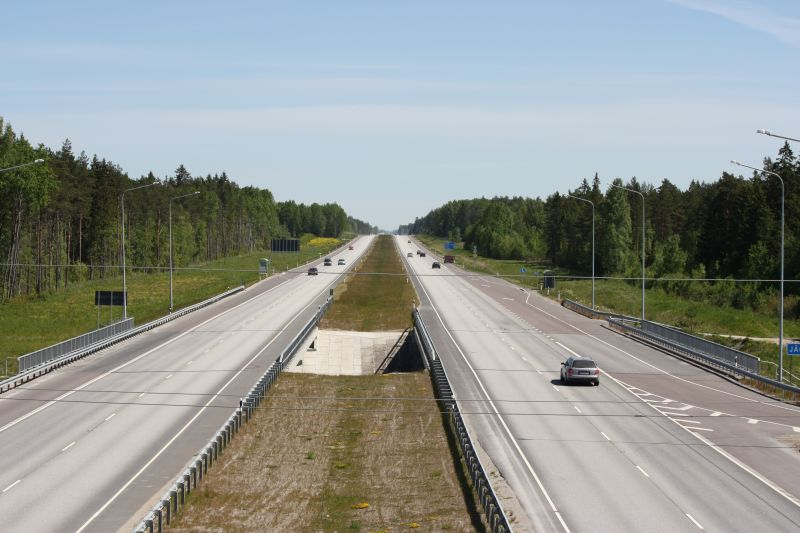
Nei pressi di Jägala, in Estonia